# Roberto Bianchi Montero
Roberto Bianchi Montero (* 7. Dezember 1907 in Rom; † 7. Dezember 1986 ebenda) war ein italienischer Filmregisseur, Drehbuchautor und Schauspieler.

## Leben
Bianchi Montero begann sich bereits als Jugendlicher für das Theater zu interessieren und war Mitglied einer Laienspielgruppe, die auf zahlreichen Dorffesten Stücke aufführte. 1930 wurde er Mitglied der Truppe um Ettore Petrolini, in der er als jugendlicher Liebhaber besetzt wurde. Nach 4 Jahren Zusammenarbeit gründete er eine eigene Schauspielgemeinschaft und hatte 1936 eine erste Filmrolle. Ab 1939 interpretierte er für drei Jahre etliche Rollen in heute vergessenen italienischen Filmen, wobei er für manche auch die Position des Regieassistenten übernahm.
Nach dem Zweiten Weltkrieg fand er seinen Platz hinter der Kamera und inszenierte von da an zahlreiche Genrefilme meist durchschnittlicher Güte und günstiger Produktionskosten, bei denen er oftmals auch am Drehbuch beteiligt war. Besonders häufig unter seinen 62 Filmen finden sich Melodramen, Actionstoffe wie Italowestern und Erotikkomödien.
Bianchi Montero ist der Vater des Regisseurs Mario Bianchi und wurde manchmal auch als Roberto Montero geführt. Ein Pseudonym war Robert B. White.

## Filmografie

### Regisseur
- 1943: Gli assi della risata
- 1946: L'amante del male
- 1947: Sono io l'assassino
- 1948: I contrabbandieri del mare
- 1948: La figlia della madonna
- 1949: La legge della vendetta[4]
- 1950: La scogliera del peccato
- 1951: Una madre ritorna
- 1953: Addio, Napoli!
- 1953: Il mostro dell'isola
- 1953: Nessun ha tradito
- 1954: Piccola santa
- 1955: Cantate con noi
- 1955: Dramma nel porto
- 1955: Giuramente d'amore
- 1956: Arriva la zia d'America
- 1956: Donne, amori e matrimoni
- 1957: La zia d'america va a sciare
- 1957: Orizzonte infuocato
- 1958: Gagliardi e pupe
- 1958: Il terribile Teodoro
- 1959: La duchessa di Santa Lucia
- 1959: La Pica sul Pacifico
- 1959: Tina räumt auf (La sceriffa)
- 1961: Un alibi per morire
- 1962: La belva di Saigon (ital. Fassung von Der schwarze Panther von Ratana)
- 1962: Mondo infame (Mondo infame)
- 1962: Schöne Frauen – heiße Nächte (Notti calde d'oriente)
- 1962: Superspettacoli nel mondo
- 1962: Tharus, Sohn des Attila (Tharus figlio di Attila)
- 1962: Zwischen Schanghai und St. Pauli (ungenannt)
- 1963: Africa sexy
- 1963: Sexy follie
- 1963: Sexy nel mondo
- 1963: Sexy variant (Sexy nudo)
- 1963: Universo proibito
- 1964: Mondo balordo
- 1965: Die Chance ist gleich null (Agente Z55 missione disperata)
- 1965: Oklahoma John – Der Sheriff von Rio Rojo (Oklahoma John) (italienische Fassung)
- 1967: Stinkende Dollar (Le due facce del dollaro)
- 1967: Tecnica per un massacro
- 1968: Todeskommando Tobruk (Quella dannata pattuglia)
- 1969: 36 Stunden in der Hölle (36 ore all'inferno)
- 1969: Die Ranger (Rangers: attacco ora X)
- 1970: Robin Hood, der Befreier (Il magnifico Robin Hood)
- 1971: Arriva Durango… paga o muori
- 1971: Das Auge der Spinne (L'occhio del ragno)
- 1972: Rache in El Paso (I senza Dio)
- 1972: Schön, nackt und liebestoll (Rivelazioni di un maniaco sessuale al capo della squadra mobile)
- 1973: Donne e magia con satanasso in compagnia
- 1973: Provaci anche tu, Lionel
- 1974: Das Rattennest (Una donna per sette bastardi)
- 1974: La cameriera
- 1975: Calore in provincia
- 1976: Il pomicione
- 1977: Die heißen Nächte des Caligula (Le caldi notti di Caligola)
- 1977: La bravata
- 1977: La sorprendente eredità di tontodimammà
- 1979: Dschungel Inferno (Savana violenza carnale)
- 1982: Le notti segrete di Lucrezia Borgia

### Drehbuch (Auswahl)
- 1965: Río Maldito
- 1972: Er säte den Tod (Seminò la morte… lo chiamavano ´Il Castigo di Dio`)